# SŽD-Baureihe ТГМ2
Die Lokomotiven der SŽD-Baureihe ТГМ2 (deutsche Transkription TGM 2) der Sowjetischen Eisenbahnen (SŽD) sind breitspurige Diesellokomotiven mit dieselhydraulischer Kraftübertragung vorrangig für den Rangier- und leichten Streckendienst. Sie gehören mit zu den ersten sowjetischen Diesellokomotiven mit Strömungsgetriebe und waren im Land die ersten Lokomotiven mit Kraftübertragung zu den Achsen über Gelenkwellen.

## Geschichte
Nachdem in den 1950er Jahren in Europa die Umstellung in der Zugförderung von Dampf- auf Dieseltraktion eingeleitet wurde, entstanden auch in der ehemaligen UdSSR in einigen Werken Diesellokomotiven. In diesem Jahr lieferten die Lokomotivfabrik Murom (SŽD-Baureihe ТГМ1) und die Lokomotivfabrik Luhansk mit dieser Reihe zwei Diesellokreihen mit hydrodynamischer Kraftübertragung.
Diese Lokomotive lieferte die Lokomotivfabrik Luhansk aus und verlieh ihr zuerst die Bezeichnung ТГB (mit dem Hinweis auf den Hersteller Woroschilowgrad). Die erste Maschine dieser Reihe erschien 1956, die zweite 1957. Offensichtlich wurde diese Lokomotive unter dem Einfluss der DB-Baureihe V 80 entwickelt, nämlich mit hydrodynamischer Kraftübertragung und Gelenkwellenübertragung zu den Achsen. Die spätere Bezeichnung der Lokomotiven lautete ТГМ2.
Beide Lokomotiven wurden für den Versuchsbetrieb auf dem Kleinen Moskauer Eisenbahnring in das Lokomotivdepot Lichobory gegeben und dort einer ausführlichen Betriebserprobung unterzogen. Später wurde eine der Lokomotiven zu dem Allrussischen Forschungsinstitut für Schienenverkehr gegeben. Die Ergebnisse der Erprobungen waren hauptsächlich nicht genügende Laufeigenschaften besonders in geraden Abschnitten. Nach einer Verjüngung der seitlichen Stützen der Aufbauten lief die Lok zunächst ruhiger, aber beim Einlauf in den Gleisbogen zeigten sich ähnliche Mängel. Offensichtlich war bei ihr auch der Gesamtradstand und der Radstand in den Drehgestellen zu niedrig, immerhin war sie nur 2 m länger als die DR-Baureihe V 60. Außerdem besaß die Maschine einige nicht gut gelungene Ausrüstungselemente. Es zeigte sich die komplizierte Konstruktion des Ölsystemes. Die Herausnahme des Strömungsgetriebe war mit Schwierigkeiten verbunden. Eher unbedeutend waren die stark geneigten Seitenfenster der Lokführerkabine, die die Übersicht erschwerten.
Im Zusammenhang mit dem Auftrag über die Fertigung der SŽD-Baureihe ТЭ3 an die Lokomotivfabrik Luhansk wurde die Fertigung der Lokomotive an die Diesellokfabrik Ljudinowo gegeben. In Anbetracht der genannten Mängel lieferte die Diesellokfabrik Ljudinowo nur noch drei Lokomotiven der Serie aus; 1958 die ТГМ2.003 und 1959 die ТГМ2.004 sowie die ТГМ2.005. Die Lokomotiven aus Ljudinowo besaßen gegenüber denen aus Luhansk nur unbedeutende Änderungen in der Konstruktion. 1959 begann die Diesellokfabrik Ljudinowo die SŽD-Baureihe ТГМ3 zu bauen. Diese Lokomotive erschien nach umfangreichen konstruktiven Änderungen gegenüber der ТГМ2.
Über die Einsätze und Stationierungen der ТГМ2 sind aus der Literatur keine Angaben zu entnehmen. Es ist aber anzunehmen, dass sie nicht lange im Einsatz standen.

## Konstruktion
Die Lokomotive ТГМ2 war eine Vorbautenlokomotive mit mittlerem Führerstand. Das Äußere der Kastenkonstruktion war ähnlich der Kästen bestimmter Elektrolokomotiven. Der Fahrzeugteil bestand aus zwei zweiachsigen Drehgestellen mit einzelner Federaufhängung.
Die Lokomotive wurde von dem 12-Zylinder-V-Viertakt-Dieselmotor M 750 mit Turbolader und direkter Einspritzung des Kraftstoffes angetrieben. Der Kolbendurchmesser war 180 mm und der Hub 200 mm. Bei einer Drehzahl von 1400/min entwickelte er eine Leistung von 750 PS (552 kW). Das Drehmoment wurde über ein von der Lokomotivfabrik Luhansk entwickeltes Strömungsgetriebe über Kardanwellen an die Achsgetriebe und davon weiter an die entsprechenden Radpaare übertragen. Die angegebenen technischen Daten unterliegen einigen widersprüchlichen Angaben; in den Mitteilungen der Lokomotivfabrik Luhansk an die Diesellokfabrik Ljudinowo wird von einem Dienstgewicht von 70 t, einer Achslast von 17,5 t und einer Zugkraft von 210 kN ausgegangen.